# Final Fantasy XIV
Final Fantasy XIV(ファイナルファンタジーXIV Fainaru Fantajī Fōtīn), også kendt som Final Fantasy XIV Online, er det fjortende spil i Final Fantasy-serien, og blev sat til salg i september, 2010 til Windows, mens en PlayStation 3 version stadig er under udvikling. Spillet ligner Final Fantasy XI et MMORPG. Final Fantasy XIV foregår i verdenen Haiderin. Seriens komponist Nobuo Uematsu laver musikken til spillet.
Det er 10 år siden at Uematsu sidst har lavede al musikken til et Final Fantasy-spil , eftersom det sidste var Final Fantasy IX i 2000.